# LAR Grizzly Win Mag
As pistolas Grizzly Win Mag foram concebidas, inventadas, projetadas e desenvolvidas na década de 1980 pelo único inventor, Perry Arnett, que licenciou sua patente para uma pistola semiautomática de calibre intercambiável para a L.A.R. Manufacturing Inc. Os designs de Perry Arnett apresentaram alguns defeitos, e foram aprimorados por Heinz Augat (ex-proprietário e fundador da L.A.R. Manufacturing Inc.). A L.A.R. Grizzly foi a pistola semiautomática mais poderosa já produzida comercialmente depois da Desert Eagle. (a variante "Mark V" foi compartimentado em .50 AE para competir com a Desert Eagle da IMI).

## Antecedentes
A pistola LAR Grizzly era uma pistola do estilo Colt M1911 modificada com componentes grandes projetados para lidar com cartuchos maiores e mais poderosos do que poderiam ser usados na pistola 1911 de tamanho padrão. O protótipo original construído por Perry Arnett foi feito de duas armações Colt 1911 e slides cortados e soldados para acomodar o cartucho 45 Win Mag, com duas placas duplas de aço soldadas aos planos deslizantes para retardar a ação e aumentar a resistência.
Entre 1983 e 1999, aproximadamente 15.000 armas foram produzidas em quatro versões, capazes de disparar 6 cartuchos diferentes. Todas as armas foram ajustadas manualmente e com alta precisão.
A Grizzly tem um design de tamanho maior que o Colt M1911, e a maioria das peças são intercambiáveis com as pistolas de tamanho padrão de outros fabricantes. O modelo "Mark I", oferecido em meados da década de 1980, foi desenvolvido para disparar a poderosa munição .45 Winchester Magnum. Em vários momentos, kits de conversão foram vendidos permitindo que a pistola disparasse outros cartuchos, incluindo .45 ACP, 10mm Auto e .357 Magnum. Mais tarde, o modelo "Mark IV" foi projetado especificamente para lidar com cargas de alta pressão do .44 Magnum, e o "Mark V" foi projetado para abrigar o ainda mais potente .50 AE. O 357/45 Grizzly WinMag ou .357-.45 GWM foi um poderoso cartucho wildcat projetado para a pistola LAR Grizzly.
Os modelos Grizzly padrão tinham um slide de 5,5", geralmente visto equipado com um cano de 6,5" que se estende uma polegada além do slide, e menos comumente com um cano de 5,5" em combinação com um compensador de recuo tipo bucha instalado de fábrica. Modelos especiais com canos de 8 e 10" também foram produzidos para caça e competição de silhueta metálica (em pequenas quantidades).
Um kit de conversão de calibre Grizzly normalmente incluía um cano, um carregador, um ejetor, um extrator, uma bucha de cano e uma mola de recuo. Alguns também incluíram um compensador de recuo do tipo bucha e uma chave para uso com o compensador.

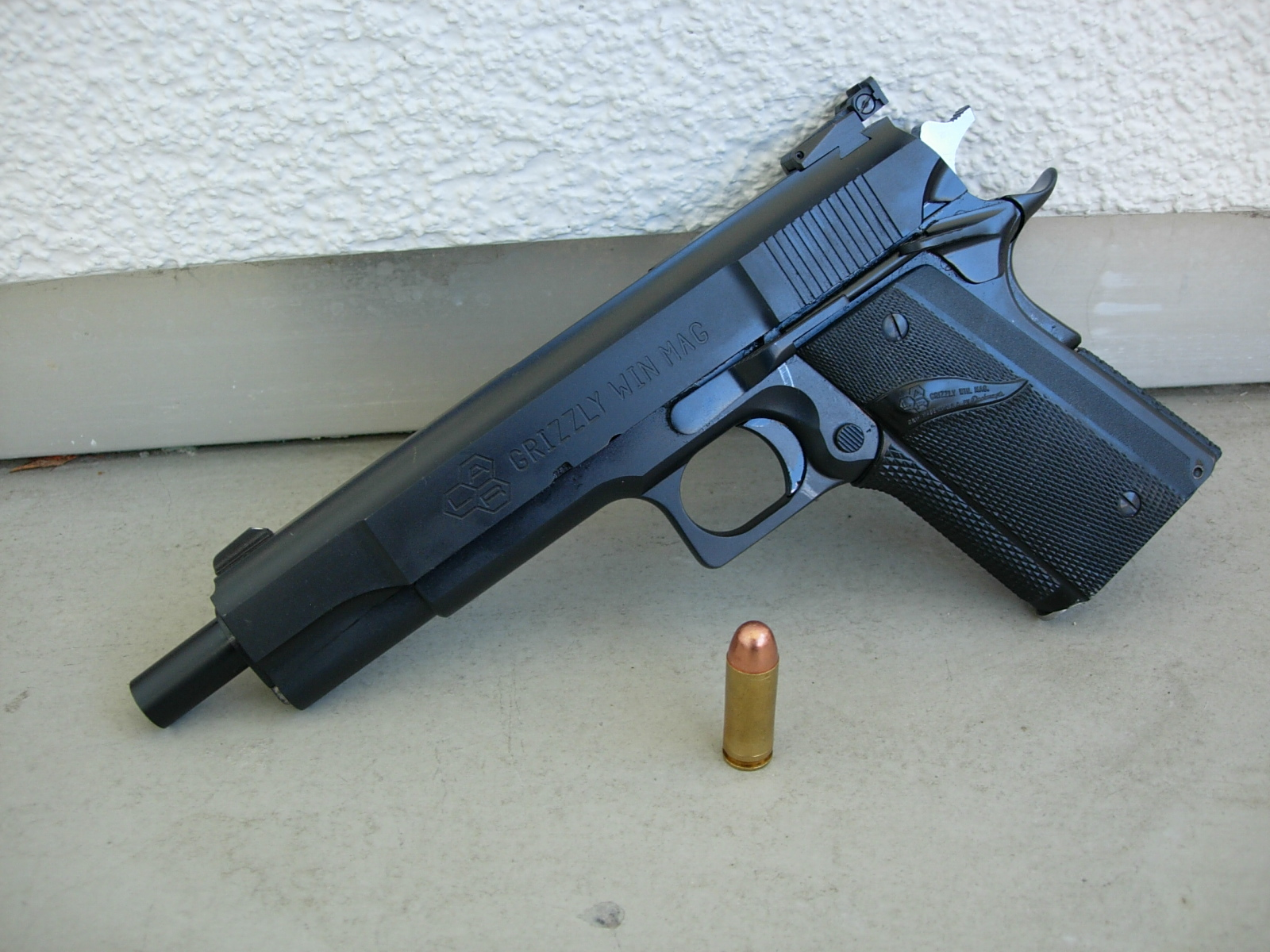
Pistola L.A.R. Grizzly, .45WinMag, 6.5" de cano.

## Operação
A mola de recuo padrão usada nas pistolas Mark I e II com câmara para a .45 Winchester Magnum tem uma classificação de 27 lb, em comparação com a classificação de 16 lb para uma pistola M1911 padrão com câmara para .45 ACP. A mola pesada, combinada com a maior inércia do deslizamento maciço, resulta em um impulso de recuo controlável sem recorrer à operação a gás dos designs Desert Eagle e Wildey. A ausência de qualquer porta de gás pequena e facilmente obstruída torna o LAR Grizzly capaz de disparar balas de chumbo fundido de forma confiável.
A Grizzly utiliza uma bucha de cano de comprimento Commander 1911 padrão para acomodar o maior curso do slide e o balanço associado do cano necessário para alimentar e ejetar o longo cartucho de .45 WM. Apesar disso, a bucha tende a desenvolver rachaduras na saia após centenas de rodadas de cargas de força total. Conforme a saia da bucha falha, o ponto de impacto irá deslizar para baixo.
O projeto da pistola Grizzly não utiliza o aprimoramento de precisão da espiga de cano duplo cônico patenteado por Perry Arnett.

## Peças fora do padrão
A maioria das pequenas peças usadas na pistola Grizzly Mark I são peças padrão de acordo com os desenhos da 1911 de artilharia. Algumas peças, no entanto, não são intercambiáveis devido ao aumento da profundidade da frente para trás do poço do carregador:
- Carregadores - O compartimento do carregador é estendido para acomodar o cartucho 45 WinMag, e os carregadores são igualmente mais profundos da frente para trás. Carregadores para 10 mm e 45ACP contêm uma inserção de folha de metal que reduz a capacidade efetiva de comprimento do cartucho do compartimento. Os carregadores destinados ao cartucho de 10 mm têm engates de alimentação modificados e ranhuras longitudinais que reduzem a largura do canal de alimentação. As dimensões gerais do carregador são idênticas às do carregador padrão de 45WM. Existem pistolas LAR Grizzly modificadas para aceitar carregadores padrão de 10 mm, mas esta não foi uma modificação de fábrica.
- Gatilho - O arco do gatilho Grizzly é mais longo do que o de 1911.
- Extrator - A cabeça do extrator é cerca de 0,4 pol. Maior do que a de 1911.
- Pino de disparo - mais longo que o 1911
- Cano - Capuz mais longo do que o de 1911
- Mola de recuo - tensão de 27 lb
- Mola do êmbolo - mais longa que a de 1911